# Cuentos de Finales Tristes
«Cuentos de Finales Tristes» es el primer sencillo de Oke extraído de su álbum debut Retrodisea.
Este pre-sencillo anticipo del álbum, fue la toma de contacto del artista con el sello MMS y su fundador/productor Erik Nilsson y se lanzó a nivel promocional junto a dos videoclips. Tiene un formato físico que se distribuyó solamente para medios españoles con la versión española e inglesa conocida como "Baby Watcha Gonna Do Now". La primera versión radio edit se filtró con acento andaluz, si bien no tardó en distribuirse otra versión alternativa en castellano estándar.
El sencillo fue la primera incursión de Oke en radios nacionales e internacionales y alcanzó un número 1 en el ya desaparecido programa "Supersonido" de M80.